# Axis: Bold as Love
| 전문가 평가                   | 전문가 평가 |
| 평가 점수                     | 평가 점수   |
| 출처                          | 점수        |
| ----------------------------- | ----------- |
| AllMusic                      | [ 1 ]       |
| Blender                       | [ 2 ]       |
| Down Beat                     | [ 3 ]       |
| Encyclopedia of Popular Music | [ 4 ]       |
| The Great Rock Discography    | 9/10        |
| MusicHound Rock               | 5/5         |
| PopMatters                    | 10/10       |
| Q                             | [ 8 ]       |
| Rolling Stone                 | [ 9 ]       |
| The Rolling Stone Album Guide | [ 10 ]      |

《Axis: Bold as Love》는 영국과 미국의 록 밴드인 지미 헨드릭스 익스피리언스의 두 번째 스튜디오 음반이다. 1967년에 두 개의 레코드를 프로듀싱해야 한다고 명시한 익스피리언스의 계약을 이행하기 위해 녹음되었다.
《Axis: Bold as Love》는 1967년 12월 1일, 트랙 레코드에 의해 영국에서 처음 발매되었는데, 이는 5월에 발매된 밴드의 성공적인 데뷔작인 《Are You Experienced》의 후속작이다. 리프리즈 레코드는 첫 번째 음반 판매에 지장을 줄 수 있다는 우려 때문에 1968년까지 미국에서 발매하지 않기로 결정했다. 《Axis: Bold as Love》는 영국에서 5위, 미국에서 3위를 기록했다. 이 음반은 《빌보드》 R&B 차트에서 6위로 정점을 찍었다.
힌두교의 종교적 도상을 그린 음반 커버는 논란을 일으켰다. 헨드릭스의 승인 없이 디자인되었고, 그는 공개적으로 그의 불만을 표현했다.

## 커버 아트
음반 커버는 칼 페리스의 초상화에서 로저 로의 음악가들의 그림을 통합한 다양한 형태의 비슈누로 헨드릭스와 경험을 묘사한다. 《멜로디 메이커》의 저널리스트 닉 존스는 이 작품을 《Are You Experienced》라는 "매우 빈약한 표현"을 보상하는 "아름다운 접이식 패키지"라고 설명했다. 그 디자인을 비틀즈의 최근 《Sgt. Pepper's Lonely Hearts Club Band》의 커버 이미지에 비유하면서, 그는 헨드릭스에게 "많은 괴상하게 생긴 인도 고양이와 신들, 현자들, 그리고 코 같은 것을 위해 코끼리의 코를 가진 한 남자와 함께!"라고 말했다.
헨드릭스는 커버 아트의 선택에 실망을 표현했다. 그는 그 커버가 그의 아메리카 원주민 유산을 강조했다면 더 적절했을 것이라고 말했다. 그리고 나서 체험의 그림이 대량 생산된 종교 포스터의 복사본 위에 겹쳐졌다. 헨드릭스는 "우리 셋은 《Axis》 커버에 있는 것과 아무 관련이 없다"라고 논평했다. 이전 음반의 커버 아트와 달리, 영국과 미국 에디션 모두 동일한 이미지를 특징으로 했다.
그 이후로 일부 힌두교도들은 음반의 커버 아트에 종교적인 이미지를 사용하는 것에 대해 분노를 표현했다. 말레이시아 정부의 내무부는 불만에 대한 대응으로 음반의 삽화 금지를 제정했다.

## 곡 목록
모든 곡들은 특별한 언급이 없는 한 지미 헨드릭스에 의해 작사/작곡하였다.
| #  | 제목                     | 재생 시간 |
| -- | ------------------------ | --------- |
| 1. | 〈EXP〉                  | 1:55      |
| 2. | 〈Up from the Skies〉    | 2:55      |
| 3. | 〈Spanish Castle Magic〉 | 3:00      |
| 4. | 〈Wait Until Tomorrow〉  | 3:00      |
| 5. | 〈Ain't No Telling〉     | 1:46      |
| 6. | 〈Little Wing〉          | 2:24      |
| 7. | 〈If 6 Was 9〉           | 5:32      |

| #  | 제목                     | 작사·작곡 | 재생 시간 |
| -- | ------------------------ | --------- | --------- |
| 1. | 〈You Got Me Floatin'〉  |           | 2:45      |
| 2. | 〈Castles Made of Sand〉 |           | 2:46      |
| 3. | 〈She's So Fine〉        | 노엘 레딩 | 2:37      |
| 4. | 〈One Rainy Wish〉       |           | 3:40      |
| 5. | 〈Little Miss Lover〉    |           | 2:20      |
| 6. | 〈Bold as Love〉         |           | 4:11      |

## 인증
| 국가                       | 인증     | 판매량/출하량 |
| -------------------------- | -------- | ------------- |
| 영국 (BPI)                 | 골드     | 100,000^      |
| 미국 (RIAA)                | 플래티넘 | 1,000,000^    |
| ^출하량을 기반으로 한 인증 |          |               |